# اوکورا-شو

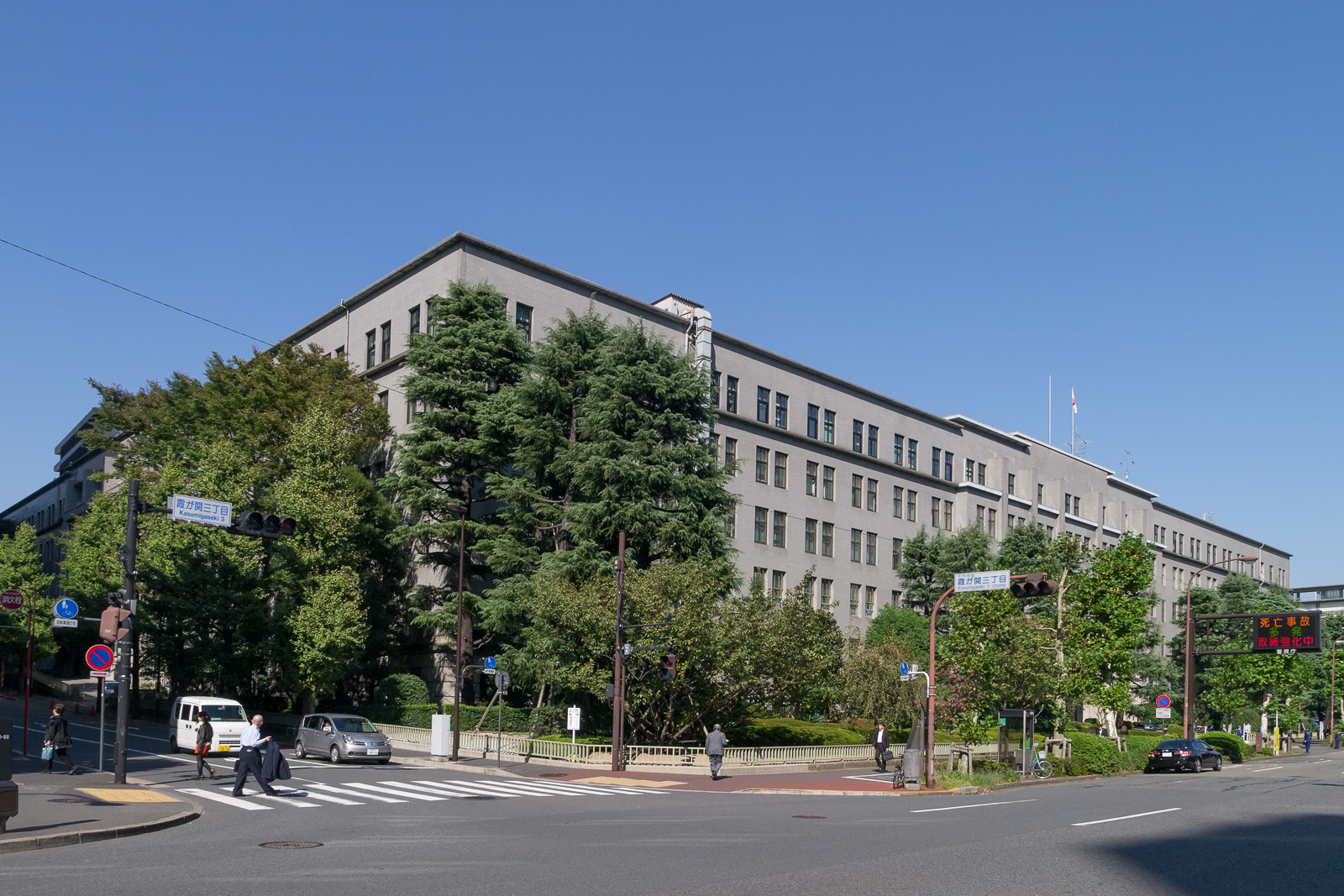
وزارت دارایی-ژاپن

اوکورا-شو؛ وزارت خزانه‌داری ژاپن (به ژاپنی: 大蔵省 Ōkura-shō) این یک اداره دولتی مرکزی در ژاپن بود که از دوران نوسازی میجی تا ۶ ژانویه ۲۰۰۱ وجود داشت. جانشینان آن وزارت دارایی (ژاپن) و آژانس خدمات مالی بودند.
همچنین تحت سیستم ریتسوریو، اوکورا-شو یا وزارت خزانه‌داری (ژاپن پیشامدرن) یکی از هشت وزارتخانه بود. دفتر دولتی که خراج را از استان‌های مختلف جمع‌آوری می‌کرد و مسئول ارز، مالیات، اوزان و مقادیر و غیره بود.